# Architomapoderus nilgiriensis
Architomapoderus nilgiriensis es una especie de coleóptero de la familia Attelabidae.

## Distribución geográfica
Habita en la India.